# Matauku
Matauku (castellà Matauco) és un poble (concejo) de la Zona Rural Est de Vitòria, al territori històric d'Àlaba.

## Geografia
Situat a l'est del municipi, en una vall a 528 msnm, al marge esquerre del riu Dulantzi en la carretera N-104 cap a Vitòria.

## Demografia
Té una població de 33 habitants. L'any 2010 tenia 40 habitants.
| 2000 | 2001 | 2002 | 2003 | 2004 | 2005 | 2006 | 2007 |
| ---- | ---- | ---- | ---- | ---- | ---- | ---- | ---- |
| 34   | 33   | 31   | 32   | 32   | 32   | 32   | 33   |

## Història
Pertanyia a la merindad d'Harhazua, tal com consta en la Reixa de San Millán. Un dels 43 llogarets que s'uniren a Vitòria en diferents temps i ocasions i que en segregar-se en 1840 la Quadrilla d'Añana va romandre en la Quadrilla de Vitoria. Durant l'Antic Règim pertanyia a la diòcesi de Calahorra, vicaria de Vitòria i arxiprestatge d'Armentia.

## Patrimoni Monumental
- Església parroquial catòlica de Sant Pere Apòstol, reconstruïda en el segle xvi, amb alta torre neoclàssica i òcul.
- Ermita sota l'advocación de Santa Caterina Verge i Màrtir, avui capella del cementiri.
- Ermita de San Martín, antigament església parroquial del despoblat d'Ania, avui propietat comuna dels pobles de Matauku, Arbulo, Matauku i Jungitu.